# Генрих Шотландский, граф Хантингдон
Генрих Шотландский (гэльск. Eanric mac Dabíd, англ. Henry of Scotland; ок. 1115 — 12 июня 1152) — англо-шотландский аристократ, второй сын и наследник короля Шотландии Давида I, граф Хантингдон в 1131—1138 и 1139—1141 годах, граф Нортумбрии с 1139 года, активный участник гражданской войны в Англии 1135—1154 годов.
Генрих был верным помощником своего отца, стремившегося расширить Шотландское королевство за счёт Северной Англии. Воспользовавшись ситуацией в Англии, Генрих получил в своё распоряжение Нортумберленд, что повысило благосостояние Шотландии. Однако он не отличался хорошим здоровьем и неожиданно умер в 1152 году, раньше отца. Двое из сыновей Генриха, Малкольм IV и Вильгельм I Лев, впоследствии стали королями Шотландии, а от его младшего сына Давида ведут своё происхождение все шотландские монархи позднего Средневековья и Нового времени, а также современные короли Великобритании.

## Биография

### Происхождение
Генрих происходил из Данкельдской династии. Его отцом был шотландский король Давид I, 9-й сын короля Малькольма III. Давид унаследовал шотландский трон в 1124 году после смерти своего бездетного брата Александра I, во время правления которого носил титул короля Стратклайда. При этом существовали и другие претенденты на шотландский трон — Уильям Фиц-Дункан, сын короля Дункана II, а также внуки короля Лулаха.
В 1113 году Давид женился на Матильде Хантингдонской. Она была дочерью Вальтеофа, последнего англосаксонского эрла (графа) Нортумбрии, и внучатой племянницей Вильгельма Завоевателя. Матильда была старше Давида, к тому времени она была вдовой Симона I де Санлиса, от брака с которым имела малолетнего сына Симона II. От брака Давида и Матильды родилось двое сыновей и минимум 2 дочери. Старший из сыновей, Малькольм, умер в младенчестве. Существовала легенда, что он был задушен Дональдом Баном, младшим братом короля Малькольма III. 2 дочери также умерли в младенчестве. Единственным сыном Давида I, достигшим зрелого возраста, был Генрих, родившийся около 1115 года.
Брак с Матильдой, вероятно, был заключён исходя из политических соображений: она владела большей частью Южной Берниции (Нортумберлендом) — графством Хантингдонским, в состав которого входили Нортгемптоншир, Хантингдоншир, Бедфордшир и Кембриджшир, а также владениями ещё в 6 английских графствах. Хотя особой политической выгоды этот брак не принёс — формально наследником Матильды был её сын от первого брака, но Давид оказался защитником пасынка, и эти земли увеличили доходы короля. При этом Нортумберленд не был личным владением короля, однако он получил права на него.

### Граф Хантингдон
Владея северными частями древних королевств Стратклайд и Берниции, Давид I желал включить в состав своего королевства и их южные части. Ко всему прочему, он по матери был наследником англосаксонской династии Кердика, что давало ему права и на английский престол. Однако он был связан родством и с Нормандской династией — король Англии Генрих I Боклерк был женат на его сестре. С Генрихом I Давида связывали и узы личной дружбы, поскольку английский король помогал молодому Давиду тогда, когда тот оказался в фактическом изгнании в Англии.
В 1130 или 1131 году умерла Матильда Хантингдонская, мать Генриха. Её наследником был Симон II де Санлис, сын от первого брака. Однако Генрих I, желавший, чтобы после его смерти корону унаследовала его дочь Матильда, нуждался в поддержке короля Шотландии. Давид I ещё в 1127 году принёс клятву верности Матильде как граф Хантингдон, сохранил он контроль над владениями жены и после её смерти. Попытки Симона получить своё наследство успехом не увенчались.
1 декабря 1135 года умер Генрих I Английский. Его дочь Матильда находилась в это время в Нормандии, её отсутствием воспользовался племянник Генриха I — Стефан Блуасский, который уже 22 декабря был коронован как английский король. Английские бороны, которые ранее поклялись верности дочери Генриха I, признали Стефана королём, однако Давид Шотландский вторгся в Англию, захватив Карлайл, Норгем, Алник, Уорк и Ньюкасл, в феврале он добрался до Дарема. Стефан двинулся с армией ему навстречу. Понимая, что у него нет возможности победить Стефана, Давид предпочёл заключить мир (так называемый Первый Даремский договор), по которому Стефан передавал королю Шотландии Хантингдон, Карлайл и Донкастер. Кроме того, Давиду практически была обещана Нортумбрия. При этом Давид не пожелал приносить Стефану феодальную присягу, в результате оммаж Стефану за Хантингдон, Карлайл и Донкастер в Йорке принёс его наследник Генрих.

### Битва штандартови приобретение Нортумбрии
Обладая значительными владениями в Англии и опираясь на силы Шотландского королевства, Генрих занял одно из ведущих мест при английском короле. Однако мир между королями Англии и Шотландии был недолгим. Во время празднования Рождества 1137 года Генрих посетил королевский двор. За праздничным столом Стефан разместил Генриха, который был наследником короля Шотландии (и близким родственником жены короля Англии) на почётном месте по правую руку от себя (втором месте после короля). Оказанные почести возмутили архиепископа Кентерберийского и Ранульфа де Жернона, графа Честера, которые считали, что на территории Англии подданные иностранного государства не сохраняют свой высокий ранг, и покинули двор, чем оскорбили принца. Кроме того, граф Честер имел претензии на Карлайл, который был дарован Генриху Шотландскому. Возможно, недоволен был и единокровный брат Генриха, Симон II де Санлис, претендовавший на Хантингдон как наследство матери.
Король Шотландии, узнав о нанесённом сыну оскорблении, в гневе отозвал его из Англии и препятствовал его возвращению туда. Он разорвал договор с королём Англии и стал угрожать войной. Архиепископу Йоркскому удалось примирить стороны, заключив перемирие до декабря 1137 года. Но после его окончания мир всё же оказался нарушен. Давид I потребовал в качестве возмещения за нанесённое Генриху оскорбление Нортумберленд. Однако в это время Стефан обрёл уверенность, заключив соглашение с Матильдой Английской и её мужем, Жоффруа Анжуйским. Он отказался выполнить требование шотландского короля. В итоге в январе 1138 года Давид I возобновил войну и вторгся в Нортумберленд.
Командовал шотландской армией Уильям Фиц-Дункан, Генрих возглавлял один из отрядов. Давид при этом использовал знамя, на котором был изображён уэссекский дракон — символ королей из династии Кердика. Возможно, что шотландцам бы и сопутствовал успех, но смешанная армия, в которой наряду с шотландцами были лотианские англы, норвежцы с островов, нормандские искатели приключений и полудикие жители княжества Галлоуэя, зависящего от Шотландии, не смогла удержаться от грабежей. Королю удалось оградить от разорения монастыри, но Северная Англия была опустошена. В итоге шотландской армии пришлось столкнуться с враждебностью местного населения.
Из Нортумберленда шотландцы двинулись к Йоркширу. Их вероятной целью был захват всей Северной Англии до Ланкашира и Тиса. Навстречу им выступил Стефан, но вскоре он был вынужден отступить к Дарему. В это время на юге восстал граф Роберт Глостерский, незаконнорождённый сын Генриха I, решивший поддержать свою единокровную сестру Матильду. Давид, узнав о восстании, выступил навстречу графу Глостеру.
22 августа шотландская армия около Норталлертона наткнулась на армию Стефана, где произошло сражение, получившее название «битва штандартов». В ней принял участие и Генрих, который вёл в атаку кавалерию южношотландских и североанглийских рыцарей. Ему удалось отбросить англичан, однако, увлёкшись преследованием, отряд Генриха оторвался от основных сил. Один из английских воинов, подняв отрубленную голову, закричал, что король Шотландии убит, что привело в замешательство голуэйцев, которые к тому времени понесли тяжёлые потери. Поверив уловке, они бросились бежать, сминая стоявшие за ними войска, за ними бросились и англы. Король Давид пытался остановить бегство, но его охранники не дали ему это сделать, увезя его прочь. Но, несмотря на начавшуюся бойню, Давид смог собрать армию, отступив с нею к Карлайлу. Туда же прибыл и Генрих со своими рыцарями. По словам хрониста Эйлреда из Риво, Генрих единственный из спасающихся бегством шотландских рыцарей сохранил присутствие духа и в то время, как остальные сбросили свои доспехи, держал их при себе и отдал некому бедняку, чтобы тот их продал.
Когда в Карлайле Давид I начал переформировывать армию, туда прибыл папский легат, пытаясь примирить королей. Хотя Давид отказался от мира, легату удалось уговорить его на перемирие. После этого легат уговорил короля Стефана предложить мир Шотландии, тот же поручил вести мирные переговоры своей жене, Матильде Булонской. Она встретилась в Дареме с принцем Генрихом, где они смогли договориться. В итоге 9 апреля 1139 года был заключён так называемый Второй Даремский договор. Согласно его условиям, принц Генрих становился графом Нортумберленда, получив под управление территорию между Тисом и Твидом за исключением Ньюкасла и Бамборо, а также ему был возвращён конфискованный в 1138 году титул графа Хантингдона. Взамен двух городов Генрих должен был получить два равноценных города на юге. Со своей стороны Генрих должен был соблюдать и уважать права и обычаи полученных им владений, а также привилегии архиепископа Йорка и епископа Дарема.

### Правление Генриха в Нортумбрии

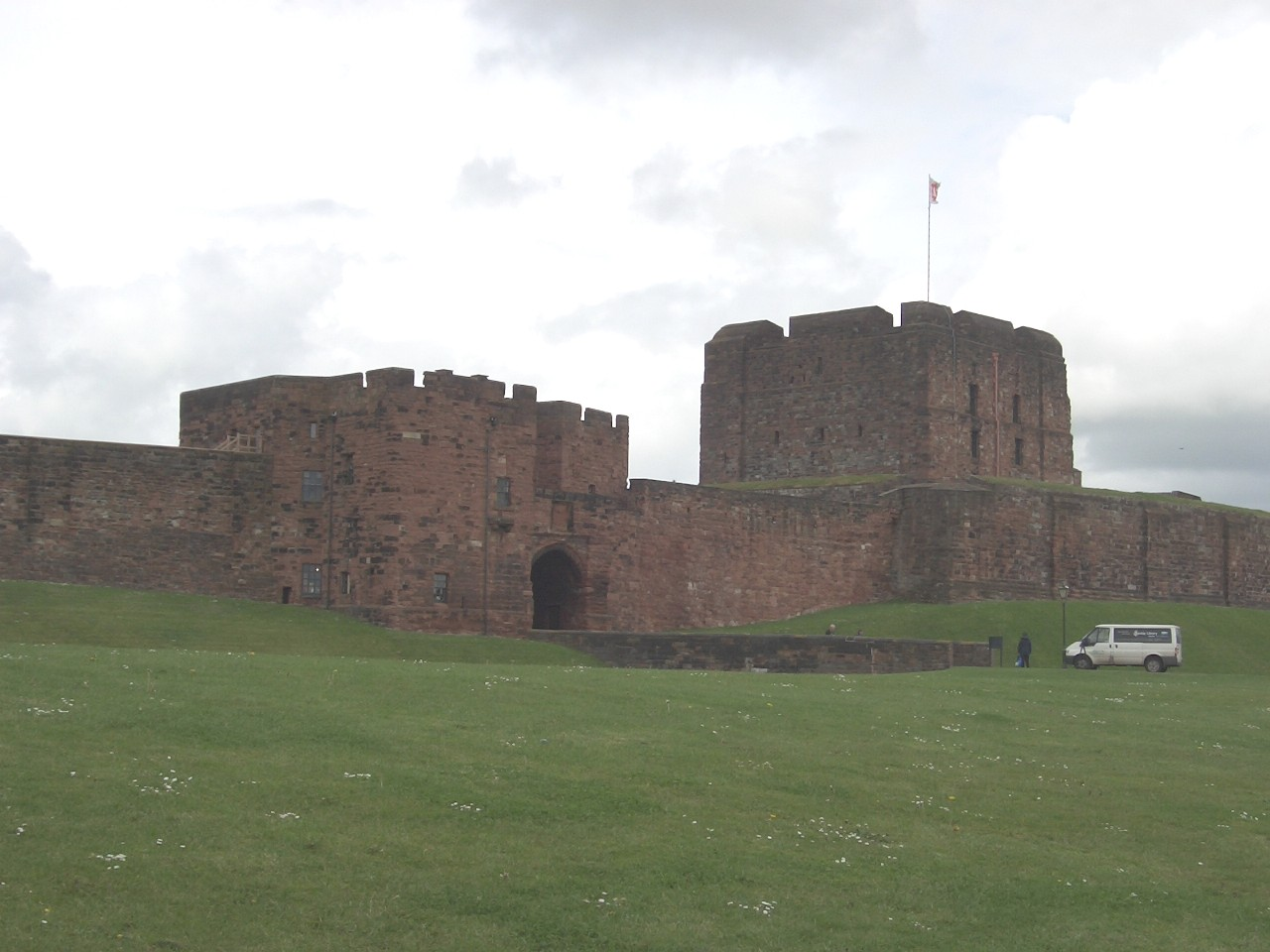
Замок Карлайл, перестроенный в правление Генриха Шотландского и Давида I в Нортумберленде и Камберленде

По итогам Второго Даремского договора в 1139 году под контроль Генриха Шотландского перешла вся Англия к северу от Тайна. В своих новых владениях молодой принц, по свидетельству хронистов, пользовался популярностью. Он славился рыцарственностью, был «гордостью юношей, славой рыцарей, радостью стариков». Вскоре Генрих женился на Аде де Варенн, представительнице одного из наиболее знатных и влиятельных англонормандских родов, члены которого в период противостояния Стефана Блуаского и императрицы Матильды были верными соратниками короля. Вероятно, брак был заключён под влиянием короля Стефана.
В течение лета Генрих сражался на стороне Стефана. Во время осады замка Ладлоу Генрих спас короля от плена, после того как тот лишился лошади. В 1140 году в Англии разразилась Гражданская война. Ранульф де Жернон, граф Честер, который всё ещё был недоволен тем, что Стефан отдал север Англии Генриху Шотландскому, решил устроить Генриху засаду, когда тот будет возвращаться от Стефана после Рождества. До Стефана дошли слухи о планах графа Честера, и он сам сопроводил Генриха на север. Это привело к тому, что Ранульф перешёл на сторону Матильды Английской.
Однако летом 1141 года Стефан лишил Генриха владений в Хантингдоншире и Нортгемптоншире, передав их вместе с титулом графа Хантингдона своему верному соратнику Симону II де Санлису, хотя точное положение Симона в графстве остаётся вопросом дискуссионным. В результате шотландцы покинули Стефана.
На протяжении следующего десятилетия Генрих в целом сохранял лояльность Стефану, за исключением короткого периода после пленения короля в битве при Линкольне, однако активного участия в военных действиях в Средней Англии не принимал, сосредоточившись на управлении своими владениями. Известно, что граф оказывал покровительство монастырям и церквям и основал в Камберленде аббатство Холмултрам, дочерний монастырь шотландского Мелроуза. В Нортумберленде Генрих чеканил собственную монету (в Корбридже, Карлайле и Бамборо) и проводил практически независимую от английского короля политику.
Мир в северных графствах в период правления Генриха резко контрастировал с анархией и непрерывными военными действиями между сторонниками Стефана и императрицы Матильды в Средней и Южной Англии. Конфликт с Ранульфом де Жерноном был урегулирован в 1149 году, когда Генрих передал графу Честеру свои владения в Ланкашире в обмен на его отказ от претензий на Карлайл, а также предложил ему жениться на своей дочери. Во время пребывания в Карлайле в 1149 году Генрих Плантагенет, сын императрицы Матильды и будущий король Англии, был посвящён в рыцари Давидом I и обещал после своего вступления на престол уступить Давиду I (по другой версии, Генриху Шотландскому) весь Нортумберленд от Тайна до Туида, включая Ньюкасл.

### Смерть
Генрих был признанным наследником шотландского престола. К 1144—1145 годам относятся свидетельства об использовании в отношении Генриха титула «будущий король», хотя он так и не был коронован. Однако он, вероятно, не обладал крепким здоровьем. Генрих тяжело болел в 1140 году, когда его выздоровление было приписано вмешательству посетившего шотландский двор ирландского реформатора Святому Малахии.
12 июня 1152 года граф Генрих неожиданно скончался, оставив трёх малолетних сыновей. Его смерть потрясла Давида, который пережил сына на год, после чего шотландский престол унаследовал старший сын Генриха — юный Малкольм IV. Другой сын, Вильгельм (будущий король Вильгельм Лев), унаследовал Нортумберленд.

## Брак и дети
Жена: с 1139 года Ада де Варенн (ум. 1178), дочь Вильгельма де Варенна, 2-го графа Суррей, и Элизабет де Вермандуа. Их дети:
- Малкольм IV (20 марта 1142 — 9 декабря 1165), король Шотландии с 1153, граф Хантингдон с 1157;
- Вильгельм I Лев (1143 — 4 декабря 1214), король Шотландии с 1165, граф Нортумбрии в 1152—1157, граф Хантингдон в 1165—1174 и 1185;
- Маргарита Хантингдонская (ок. 1144/1145 — 1201); 1-й муж: с 1160 Конан IV (ок. 1138 — 18 или 20 февраля 1171), герцог Бретани в 1156—1166, граф Ричмонд с 1146, граф Ренна с 1158; 2-й муж: с 1171 Хамфри III де Богун (ум. ок. 1180/1182), лорд Троубридж и констебль Англии с 1176;
- Давид Хантингдонский (ок. 1144 — 17 июня 1219), граф Хантингдон в 1185—1215 и 1218—1219[К 4];
- Ада Хантингдонская (ок. 1146/1148 — 11 января после 1205); муж: с 1162 Флорис III (ок. 1140 — 1 августа 1190), граф Голландии с 1157, граф Росс в 1162[К 5];
- Матильда Хантингдонская (ум. 1152);
- Марджори Хантингдонская (возможно, незаконнорождённая); муж: Гилкрист (ум. ок. 1207/1211), мормэр Ангуса[12].